# Grosbois
Grosbois település Franciaországban, Doubs megyében. Lakosainak száma 257 fő (2022. január 1.). Grosbois Baume-les-Dames, Séchin és Fourbanne községekkel határos.

## Történelem
Miután 1714. március 17-én Franciaország és Ausztria megkötötték a rastatti békét, Rákóczi visszavonult az aktív politikától, és 1715. áprilisban Grosbois kamalduli kolostorában bérelt házat, 1717 szeptemberéig, és Dangeau márki naplója szerint „itt örökös penitenciát tartott, éppoly szigorút, mint őszintét.” 

## Népesség
A település népességének változása:
| Lakosok száma | 79   | 108  | 124  | 246  | 228  | 237  | 238  | 242  | 244  | 257  |
|               | 1968 | 1982 | 1990 | 2006 | 2013 | 2015 | 2017 | 2019 | 2020 | 2022 |